# Temple de Saint-Gervais

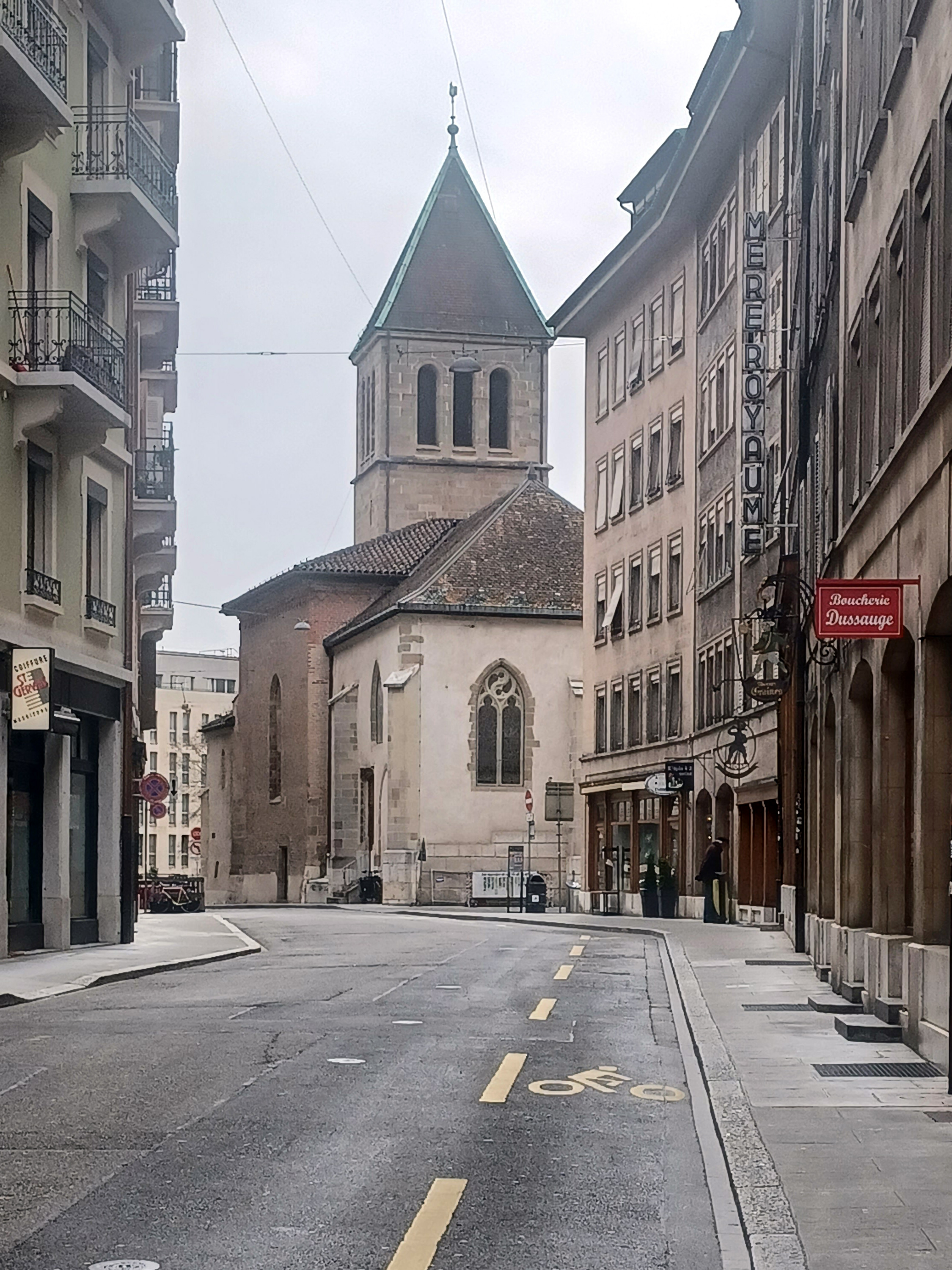
Saint-Gervais in Genf

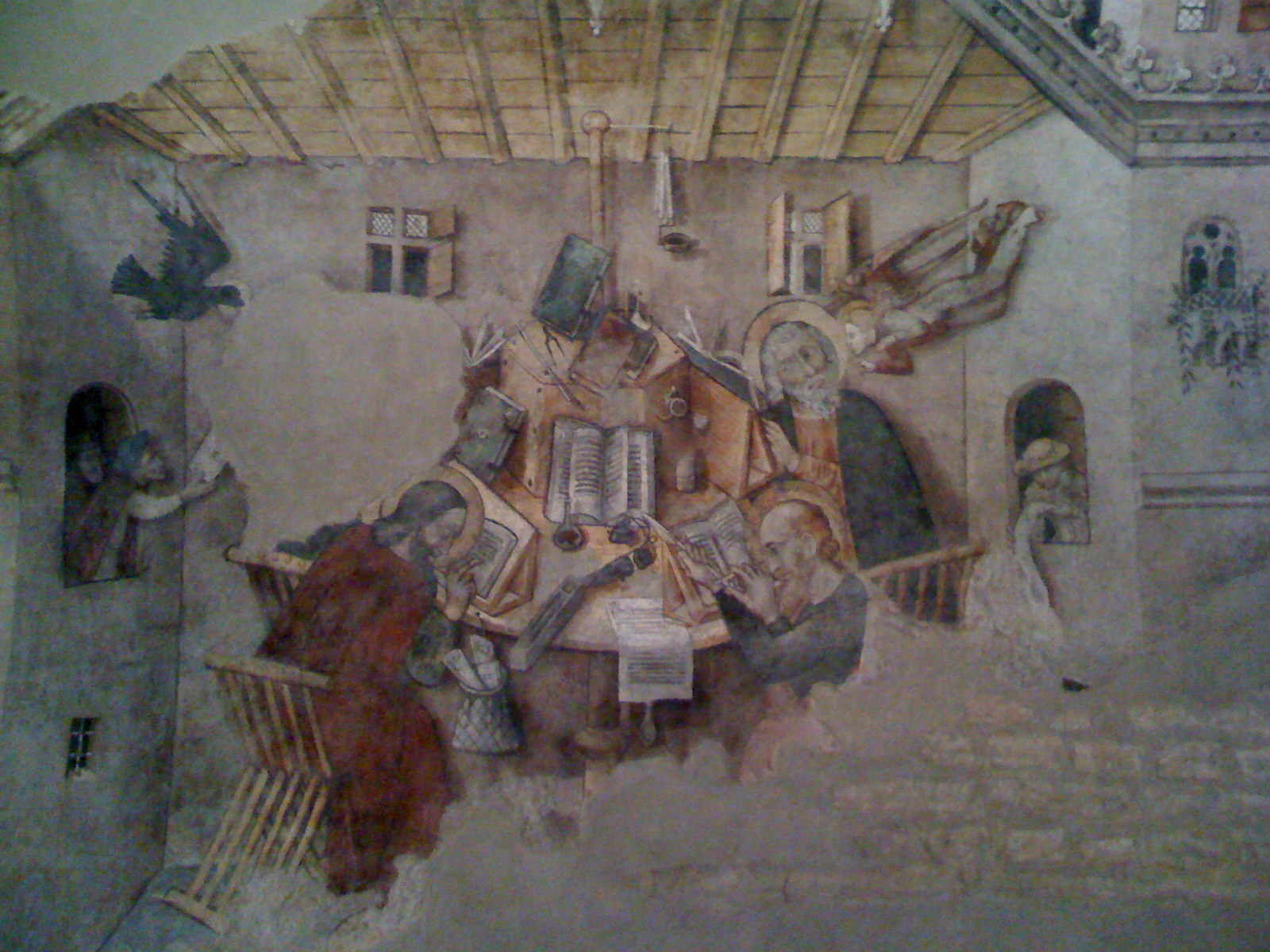
Freske mit Darstellung der Evangelisten

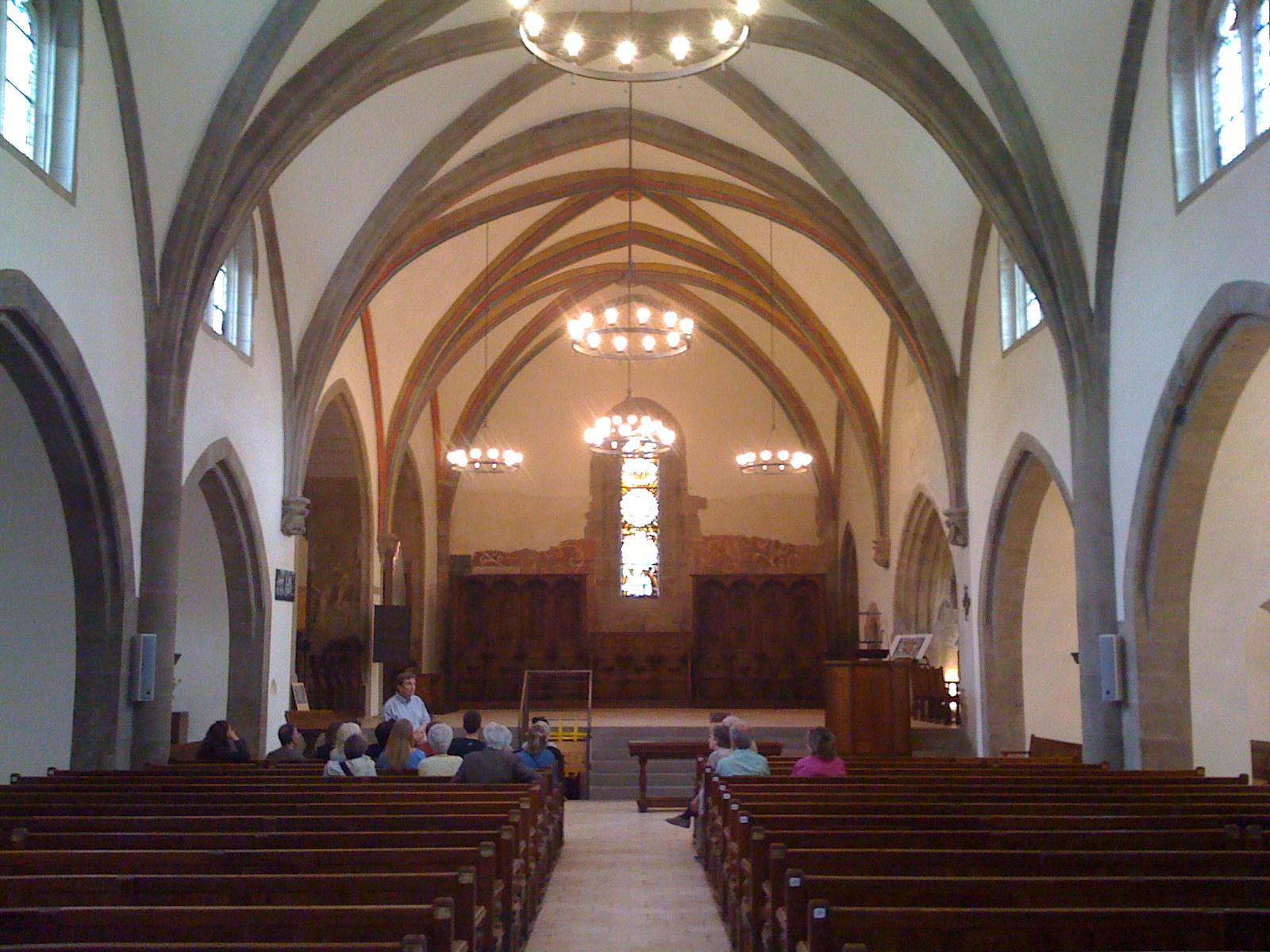
Kirchenschiff und Chor

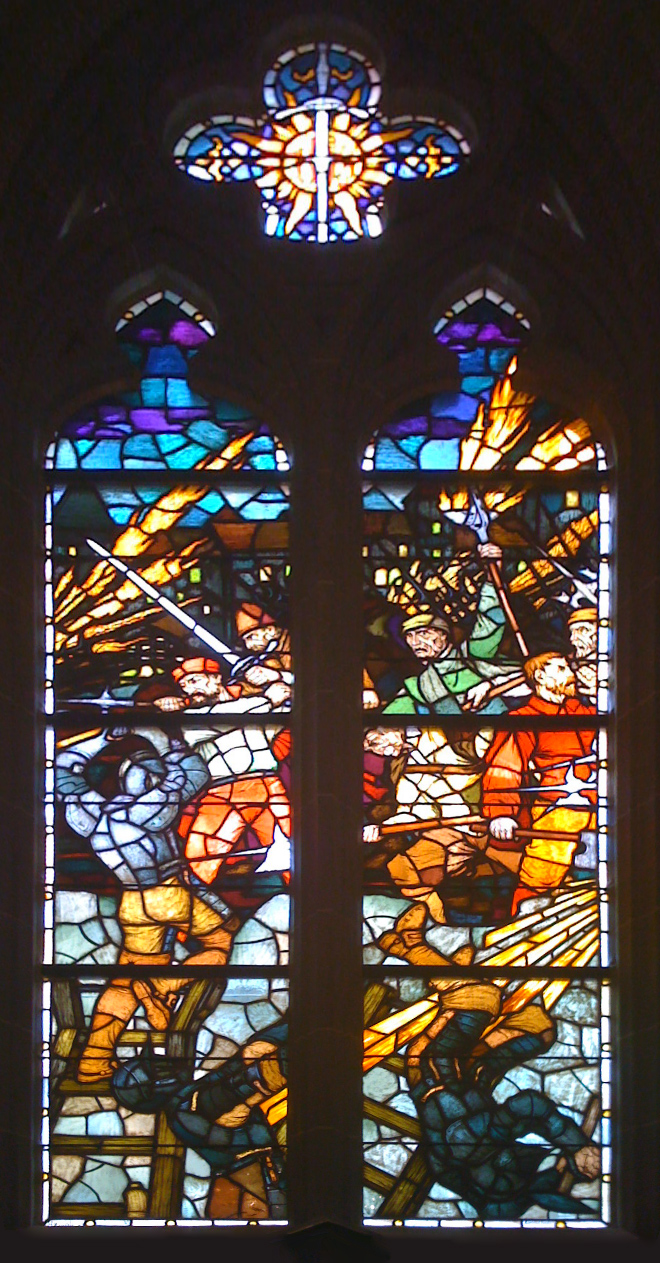
Darstellung der Escalade de Genève

Der Temple de Saint-Gervais ist ein protestantisches Kirchengebäude in Genf, das nach dem heiligen Gervasius benannt ist. Die Grundmauern sind das Überbleibsel einer grossen Grabkirche aus dem 5. Jahrhundert am rechten Ufer der Rhone, kurz nachdem diese den Genfer See verlässt. Eine an der Aussenwand der Apsis angebrachte Tafel erinnert daran.
Der Grossteil der heutigen Kirche entstand in der ersten Hälfte des 15. Jahrhunderts im gotischen Stil. Im Zuge der Reformation wurde die Kirche 1535 umgestaltet, wobei die meiste vorreformatorische Kirchenausstattung wie Altäre und Heiligenbilder entfernt wurde. Dennoch gibt es eine bedeutende Sammlung mittelalterlicher Kunstwerke, die aus diesem Gebäude stammen, wie in sonst keiner Kirche in Genf. Hervorzuheben sind die Wandmalereien, die im frühen 20. Jahrhundert bei Restaurierungsarbeiten freigelegt werden konnten und dem Kircheninnern sein heutiges Gepräge verleihen.
Eine grosse Renovierung fand zwischen 1993 und 2000 statt, bei der auch die heutige Felsberg-Orgel installiert wurde. Ansonsten wurden keine baulichen Strukturen verändert mit Ausnahme der Krypta, in der archäologische Ausgrabungen durchgeführt wurden. Das Kirchengebäude steht unter nationalem Kulturgüterschutz, Kategorie A mit nationaler Bedeutung, und gilt als eines der wichtigsten Genfer Baudenkmäler. Die Kirchgemeinde gehört zur Église Protestante de Genève.

## Geschichte
Der Ort, an dem die Kirche steht, ist als naturräumliches Plateau ausgebildet und war schon zur Römerzeit ein Rhoneübergang, der den Kulturaustausch zwischen dem heutigen Südfrankreich und dem Mittelland ermöglichte. Im Jahr 58 v. Chr. liess Cäsar die Rhone-Brücke abbrechen, die zuvor hier bereits errichtet worden war. Erdfunde auf diesem Plateau reichen bis 4000 v. Chr. zurück. Es ist somit der Ort in Genf, an dem die ältesten Siedlungsspuren nachgewiesen werden konnten. Die letzten Ausgrabungen, die 2000 zu Ende gegangen sind, haben gezeigt, dass keltische Gräber und Megalithen und auch ein gallo-römisches Heiligtum für eine nahezu ununterbrochene Besiedlung und kultische Nutzung dieses Ortes sprechen. Als erste Kirche entstand an dieser Stelle im 5. Jahrhundert eine grosse, kreuzförmig angelegte Grabkirche, von der sich die Krypta erhalten hat. Für diesen Bau wurden Steine eines antiken Mausoleums wiederverwendet.
Im 10. Jahrhundert gehörte dieser Ort zu einem karolingischen Komplex, in dem ein Gerichtshof abgehalten wurde. Diese die Kirche umgebenden Gebäude wurden bei einem Brand 1345 zerstört. Die Kirche selbst war ab dem 11. Jahrhundert Pfarrkirche des Stadtviertels St-Gervais. 1428 entstand die Rue de Coutance. Dieser Umstand spricht dafür, dass es im 15. Jahrhundert offenbar einen besonderen Entwicklungsschritt in der Stadtgeschichte gegeben haben muss.
Zwischen 1430 und 1450 wurde die Kirche einheitlich im spätgotischen Stil umgebaut. Die damaligen Hochbauten der Vorgängerkirche wurden dazu vollständig abgetragen und über der erhalten gebliebenen Krypta neu errichtet. Zu dieser Zeit erhielt sie reiches dekoratives Skulpturwerk und Malereien. Um 1478 wurde an den Chor im Flamboyantstil eine zweischiffige, grosse Kapelle angebaut, die «Chapelle de l’Escalade», auch «Kapelle der Deutschen», die dem Heiligen Geist gewidmet war. Zuvor war eine Gruppe von Handwerkern aus Süddeutschland eingereist, die sich in der Pfarrei St-Gervais ansiedelten. Sie gründeten die Bruderschaft von Saint-Esprit und nutzten die Kapelle als ihr Gotteshaus.
Nach der Einführung der Reformation 1535 wurde der Bau 1547 der schlichten calvinistischen Liturgie angepasst, indem ikonoklastische Säuberungen ausgeführt wurden, um alle Anzeichen an einen Götzendienst zu vermeiden. Alle Ornamente wurden entfernt und die Wände weiss gekalkt. Die Kanzel wurde eingebaut, um der Anforderung Predigt mehr Stellenwert zu verleihen. Auch später noch ging bauliche Substanz verloren. Mit dem Zustrom von Hugenotten 1685 durch das Edikt von Nantes bekam die Kapelle eine Galerie.

### Baugeschichte
Unter Beteiligung von Maurern aus dem Piemont wurde das heute noch existierende Gebäude zwischen 1430 und 1446 aus Bruchstein und Ziegeln erbaut. Die Steine stammten aus dem molassehaltigen Material der Umgebung, die Ziegel aus einer Produktionsstätte am Ende der Rue de Coutance. 1809 erhielt das Bauwerk an seiner Südseite einen Laufbrunnen und wurde 1826 mit Löscheimern (bemalt in den Stadtfarben Gelb und Rot) bestückt, die noch heute oberhalb des Brunnens an der Wand hängen. 1930/31 wurde der Glockenturm an der Nordseite restauriert und dabei die mittelalterliche Aussentreppe abgerissen. Der Zugang zum Turm erfolgte ab jetzt durch das Kircheninnere.

## Beschreibung

### Äusseres
Die Fassade wird von glatten Flächen aus weichem, lokal geschlagenem Sandstein dominiert. Zartrosa schimmert das Gestein unter dem Einfluss des piemontesisch-typischen Sägezahnfrieses. Diese zeitüberdauernden Gebäudeelemente können nicht darüber hinwegtäuschen, dass bei der Restaurierung 1901–1905 durch Gustave Brocher wertvolle historische Substanz verloren gegangen ist. Der heutige äussere Zustand des Gebäudes wird durch die Restaurierung 1905 bis 1905 bestimmt, die von Gustave Brocher geleitet wurde. So liess er beispielsweise auf der Südseite grössere Fenster einbauen.

### Kircheninneres

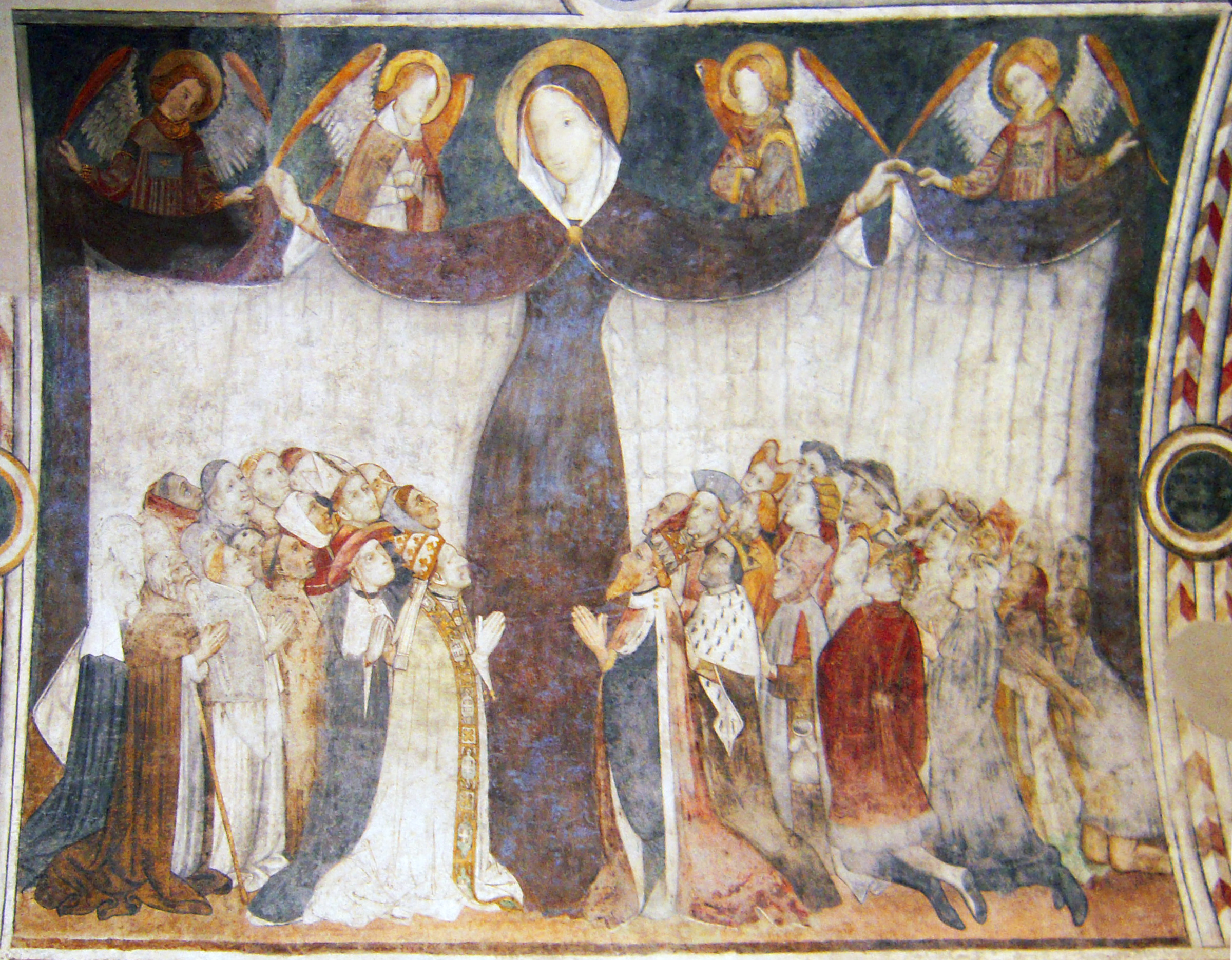
Schutzmantelmadonna

Das Kirchenschiff ist mit vier Jochen angelegt und wird vom Chor mit zwei Kreuzgewölben nach Osten verlängert. Unter dem erhöhten Chor befindet sich die Krypta. Die drei nach Süden und vier nach Norden angrenzenden Seitenkapellen wurden während der Reformation geöffnet und als Durchgänge umgebaut, sodass im Kirchenschiff mehr Gläubige Platz finden konnten. Original erhalten sind zahlreiche mittelalterliche Wandmalereien wie beispielsweise polychrome Schlusssteine mit einer Darstellung des mystischen Lamm Gottes, Engelssockel am Fuss des Gewölbes und der bemalte Wandtabernakel mit Engeln.
Auch Teile des ursprünglichen Chorgestühls aus der Werkstatt von Jean de Vitry von 1440, an dem noch Reste polychromer Bemalung zu sehen sind, sind noch vorhanden. Dargestellt werden in Doppelfiguren der heilige Johannes der Täufer, der heilige Franziskus von Assisi und ein Engel mit dem Wappen von Florenz.
Zahlreiche Wandgemälde oder Fragmente von Wandmalereien sind noch erhalten. Besonders hervorzuheben ist die Notre-Dame de Consolation en Savoie, ein 3 auf 4 Meter grosses Deckengemälde einer Schutzmantelmadonna von 1447 bis 1449, das Giacomo Jaquerio (1380–1453) zugeschrieben wird. Darauf ist in der Bildmitte überlebensgross die Gottesmutter in blauem Mantel zu sehen, die mithilfe von vier Engeln ihren weiss gefütterten Mantel weit aufspannt, um den Gläubigen Schutz zu bieten. Unter den Knienden ist anhand seines Wappens Herzog Amadeus VIII. von Savoyen zu erkennen, der 1440 zum Gegenpapst Felix V. gewählt wurde. Der Mantel ist ein beliebtes Symbol des Christentums. Die einzige ikonografische Studie zu diesem Gemälde stammt von Paul Perdrizet aus dem Jahr 1908, der darin vor allem die Regionen Dauphiné und das ehemalige Herzogtum Savoyen untersucht hat. Danach beruht eine derartige Abbildung auf mittelalterlicher Anthropologie, in der der Volksglaube mit der Barmherzigkeit Mariens einen spezifischen Charakter annimmt und im westlichen Teil der rauen Alpenwelt besonders ausgeprägt war. Demnach sind 20 Vorkommen in dieser Region bekannt.

## Kirchenfenster
Originalkirchenfenster aus der Zeit des Kirchenbaus sind keine mehr vorhanden. Alle Fenster bis auf ein letztes, das 2011 hinzukam, stammen aus dem 20. Jahrhundert. Aus der ersten Hälfte des 20. Jahrhunderts sind Buntglasfenster «Amour, joie et paix» von Georges-Albert «Géo» Fustier (1944), «L’accueil des réfugiés de la Saint-Barthélemy 1572» von Franck-Edouard Lossier aus dem Jahr 1905 und aus dem Jahr 1903 ornamentale Darstellungen in den hohen Fenstern von Kirsch und Fleckner.
| Fenster                                                              | Ort                                      | Kurzbeschrieb                                                 | Künstler                         | Werkstatt/ Atelier                    | Datierung | Grösse [cm]  |
| -------------------------------------------------------------------- | ---------------------------------------- | ------------------------------------------------------------- | -------------------------------- | ------------------------------------- | --------- | ------------ |
| Ornamentale Glasmalerei                                              | Kirchenschiff, je 4 × Nord- und Südseite | 8 Doppelfenster aus Klarglas mit farbiger Bordüre und Rosette |                                  | Kirsch & Fleckner, Fribourg           | 1903      | je 300 × 200 |
| Ornamentale Glasmalerei                                              | Sakristei                                | 2 rechteckige Doppelfenster                                   |                                  | Kirsch & Fleckner, Fribourg           | 1904      | je 130 × 40  |
| Ornamentale Glasmalerei                                              | Sakristei                                | rechteckiges Fenster                                          |                                  | Kirsch & Fleckner, Fribourg           | 1904      | 130 × 40     |
| Ornamentale Glasmalerei                                              | Kapelle der Hl. Jungfrau                 | nach oben gerundetes Fenster                                  |                                  | Kirsch & Fleckner, Fribourg           | 1904      | 155 × 60     |
| Escalade de Genève                                                   | Chapelle de l’Escalade                   | rechteckiges Fenster mit Rosette                              | Jean-Henri Demole                | Kirsch & Fleckner, Fribourg           | 1905      | 550 × 170    |
| Refuge huguenot                                                      | hinter der Orgel                         | Fenster                                                       | Franck-Edouard Lossier 1852–1925 | Marius Enneveux & Bonnet, Genf        | 1905      | 300 × 170    |
| Protection divine sur Genève                                         | Chor                                     | Spitzbogiges Rechteckfenster                                  | Georges-Albert Fustier           |                                       | 1944      | 400 × 100    |
| Métiers à Genève au temps de l’Escalade                              | Chapelle de l’Escalade                   | Doppelfenster mit Masswerk                                    | Bodjol (1919–2006)               | Wasem, Veyrier GE                     | 1953      | 150 × 200    |
| Population genevoise rendant grâce à Dieu au lendemain de l’Escalade | Chapelle de l’Escalade                   | Doppelfenster mit Masswerk                                    | Bodjol (1919–2006)               | Wasem, Veyrier                        | 1953      | 300 × 200    |
| Genevois exaltant Dieu pour sa protection                            | Chapelle de l’Escalade                   | Doppelfenster mit Masswerk                                    | Bodjol (1919–2006)               | Wasem, Veyrier                        | 1953      | 320 × 150    |
| Abstrakte Glasmalerei                                                | Kirchenschiff, Nordseite                 | nach oben gerundetes Fenster                                  | Jean-François Comment            | Michel Eltschinger, Villars-sur-Glâne | 1995      | 160 × 45     |
| Abstrakte Glasmalerei                                                | Kirchenschiff, Südseite                  | nach oben gerundetes Fenster                                  | Jean-François Comment            | Michel Eltschinger, Villars-sur-Glâne | 1995      | 160 × 45     |
| Abstrakte Glasmalerei                                                | Kirchenschiff, Südseite                  | Rundfenster                                                   | Jean-François Comment            | Michel Eltschinger, Villars-sur-Glâne | 1995      | 80           |
| Abstrakte Glasmalerei                                                | Kirchenschiff, Südseite                  | nach oben gerundetes Fenster                                  | Jean-François Comment            | Michel Eltschinger, Villars-sur-Glâne | 1995      | 200 × 80     |
| Abstrakte Glasmalerei                                                | Kirchenschiff, Nordseite                 | nach oben gerundetes Fenster                                  | Jean-François Comment            | Michel Eltschinger, Villars-sur-Glâne | 1995      | 160 × 45     |
| Abstrakte Glasmalerei                                                | Kapelle der Hl. Jungfrau                 | nach oben gerundetes Fenster                                  | Jean-François Comment            | Michel Eltschinger, Villars-sur-Glâne | 2011      | 155 × 60     |

## Orgeln

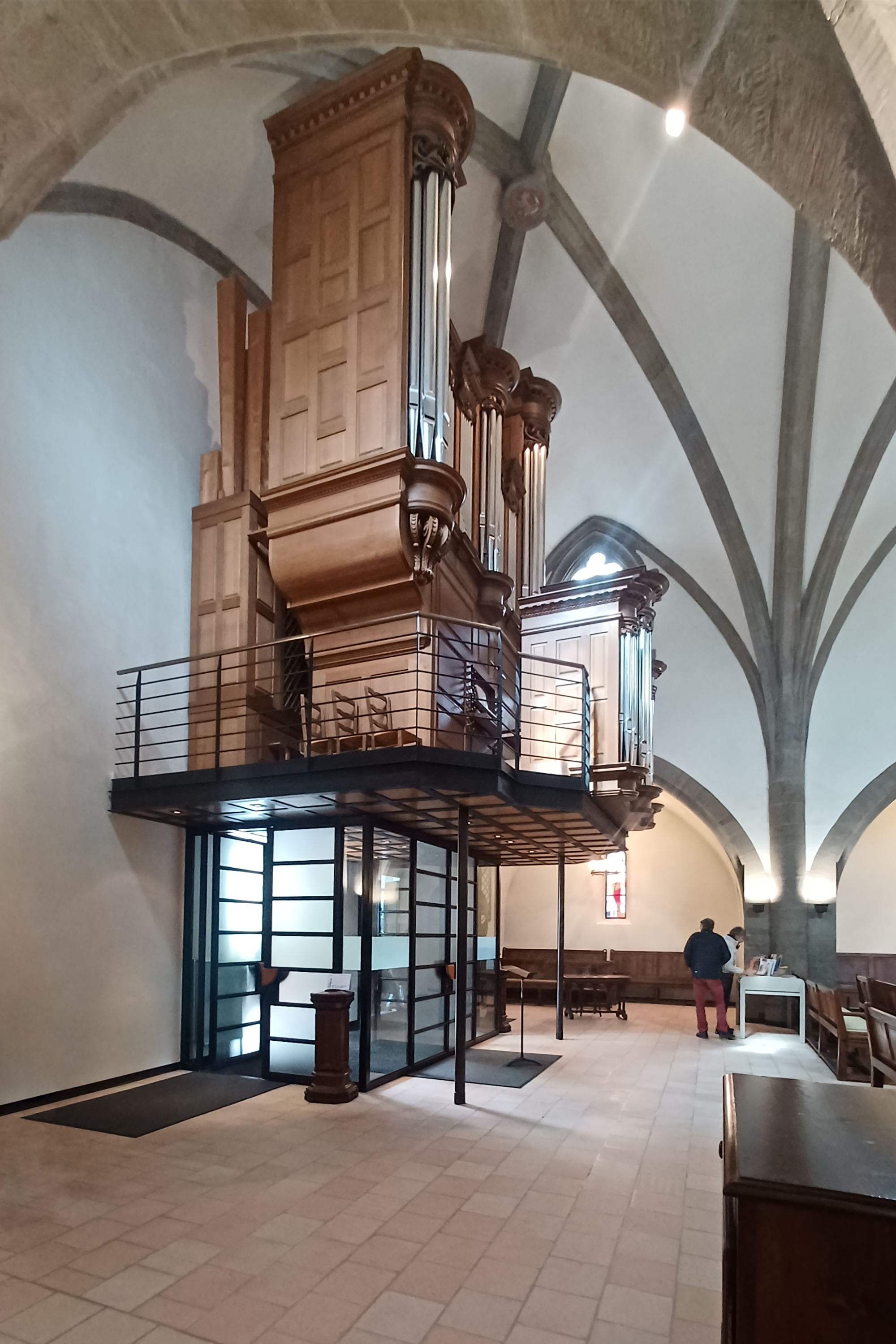
Orgel an der Westfassade

Nach der grossen Renovierung in den Jahren 1808 bis 1810 wurden 1811 die beiden Orgeln eingeweiht, die 1873 wieder ersetzt wurden. Dieses erste Instrument war auch schon auf der Westempore aufgebaut worden. Die Brüder Walpen, eine weitverzweigte Familie aus Reckingen VS im Kanton Wallis, zeichneten für den Bau verantwortlich. Wahrscheinlich war es die dritte Generation, namentlich Johannes Sylvester (1767–1837) und Joseph Ignatius (1761–1836), die den Bauauftrag annahmen. Das Instrument besass ein Rückpositiv.
1873 bis 1875 wurde eine grössere Orgel eingebaut. Der aus dem Markgräflerland stammende Orgelbauer Joseph Merklin wurde mit dieser Aufgabe betraut, hatte er doch zu dieser Zeit bereits einige namhafte Referenzen vorzuweisen. Vor allem in Frankreich und Belgien war er bereits tätig, aber auch die Orgel in der Elisabethenkirche in Basel stammt von ihm. Seine Aufgabe war es, entsprechend dem zeitgenössischen Musikgeschmack ein romantisch-symphonisches Instrument zu liefern. Es war dreimanualig mit 26 Registern, ohne Rückpositiv.
Mit der Restaurierung des Gotteshauses in den Jahren 1902 bis 1906 waren auch die Orgeln von Veränderungen betroffen. Die seit 1873 in Genf ansässige Manufaktur Bernhard Tschanun verlegte die Orgel auf den Lettner, der damals noch den Chorraum abriegelte. Auch erhielt sie zusätzliche zwölf Register und einen weicheren, französischen Klang. Wieder war es die Firma Tschanun, die 1941–42 den Auftrag erhielt, das Instrument erneut zu translozieren: Durch den Wegfall des Lettners wurde es jetzt in zwei Teilen seitlich der Fenster auf dem alten Chorgestühl angebracht und auf 42 Register erweitert.
Die heutige Orgel stammt von Orgelbau Felsberg in Chur und wurde 1995 eingebaut. Schöpfer ist Jean-Marie Tricoteaux (* 1948) aus Praden. Bei diesem Instrument handelt es sich um eine Rekonstruktion im Stil der Normandie zu Beginn des 17. Jahrhunderts, prädestiniert zum Spiel der Literatur von Jean Titelouze. Aus seinem Stil entwickelte sich die charakteristische, polyphone französische Orgelmusik, die sich insbesondere für das Spielen von Vokalrepertoires eignet. Konsequent wurde beim Bau des Instrumentes Material verwendet, wie es auch zu der Zeit um 1650 benutzt wurde. Zusätzlich wurden zwei an Gottfried Silbermann orientierte Register hinzugefügt, Soubasse 16′ und Bombarde 16′, um auch Musik deutscher Herkunft spielen zu können. Die Disposition lautet:
| Grand-Orgue C–f3 |                |        |
| 01.              | Bourdon        | 16′    |
| 02.              | Montre         | 08′    |
| 03.              | Bourdon        | 08′    |
| 04.              | Prestant       | 04′    |
| 05.              | Flûte          | 04′    |
| 06.              | Nasard         | 2 ⁄3′  |
| 07.              | Doublette      | 02′    |
| 08.              | Petite Flûte   | 02′    |
| 09.              | Tierce étroite | 1 3⁄5′ |
| 10.              | Sifflet        | 01′    |
| 11.              | Fourniture IV  |        |
| 12.              | Cymbale III    |        |
| 13.              | Cornet V       |        |
| 14.              | Trompette      | 08′    |
| 15.              | Clairon        | 04′    |
| 16.              | Voix humaine   | 08′    |
|                  | Tremblant      |        |

| Positif C–f3 |               |         |
| 17.          | Montre        | 08′     |
| 18.          | Bourdon       | 08′     |
| 19.          | Prestant      | 04′     |
| 20.          | Flûte         | 04′     |
| 21.          | Nasard        | 02 ⁄3′  |
| 22.          | Doublette     | 02′     |
| 23.          | Tierce        | 01 3⁄5′ |
| 24.          | Larigot       | 01 ⁄3′  |
| 25.          | Fourniture IV |         |
| 26.          | Cromorne      | 08′     |

| Pédale C–f1 |           |     |
| 27.         | Soubasse  | 16′ |
| 28.         | Flûte     | 08′ |
| 29.         | Flûte     | 04′ |
| 30.         | Bombarde  | 16′ |
| 31.         | Trompette | 08′ |

- Koppeln: I/P als Registerzug, II/I als Manual-Schiebekoppel
- Traktur: Schleifladen, vollmechanisch
- Neben- und Effektregister: Rossignol (Nachtigall)
- Stimmung: nach Arnolt Schlick, mit Stimmtonhöhe a1 = 440 Hz

Eine Chororgel steht unter dem Bogen zwischen Chor und Kapelle. Sie wurde 1966 von der Firma Grandes Orgues Genève SA gefertigt. Sie besitzt ein Manual und Pedal mit folgender Disposition:
| Clavier C–g3 |                  |         |
| 01.          | Suavial          | 08′     |
| 02.          | Bourdon          | 08′     |
| 03.          | Principal        | 04′     |
| 04.          | Flûte à cheminée | 04′     |
| 05.          | Doublette        | 02′     |
| 06.          | Larigot          | 1 ⁄3′   |
| 07.          | Dessus de Nazard | 2 ⁄3′ D |

| Pédale C–f1 |          |     |
| 08.         | Soubasse | 16′ |

- Koppeln: I/P
- Traktur: Schleifladen, vollmechanisch
- Stimmung: nach Bach-Kellner, mit Stimmtonhöhe a1 = 440 Hz

## Glocken
Die drei Kirchenglocken sind in unterschiedlichen Ebenen des Glockenturms im 90-Grad-Winkel zueinander aufgehängt. Sie stammen aus unterschiedlichen Werkstätten und Zeitaltern:
- Glocke 1 wurde 1786 von Jean-Daniel Dreffet (1746–1817) gegossen, wiegt 1'200 Kilogramm und ist auf den Ton e′ gestimmt.
- Glocke 2 wurde 1493 von Guillaume Fribor:[18] gegossen, wiegt 600 Kilogramm und ist auf den Ton gis′ gestimmt.
- Glocke 3 wurde 1949 von H. Rüetschi, Aarau gegossen, wiegt 350 Kilogramm und ist auf den Ton b′ gestimmt. Ihr Name ist «La Paix».